# Soraya Verhoeve
Soraya Verhoeve (Amsterdam, 28 december 1997) is een Nederlands voetbalster, die momenteel uitkomt voor Telstar. Eerder speelde ze voor SV Nieuw Sloten, CTO Amsterdam en Ajax. Ze speelde als vleugelspits en tegenwoordig als vleugelverdediger.

## Clubcarrière
Verhoeve kwam sinds 2016 uit voor Ajax in de Vrouwen Eredivisie. Ze maakte haar debuut op 2 september 2016 in een thuiswedstrijd tegen FC Twente door in de 89ste minuut in te vallen voor Marjolijn van den Bighelaar. Verhoeve maakte op 9 december 2016 haar eerste doelpunt in de Vrouwen Eredivisie in een met 0-4 gewonnen uitwedstrijd tegen PEC Zwolle. Diezelfde maand liep Verhoeve tijdens de training een zware blessure aan haar kruisbanden op, waardoor zij maandenlang niet in actie kon komen. In het seizoen 2016/17 werd Verhoeve kampioen met Ajax van de Vrouwen Eredivisie. Tevens wist ze beslag te leggen op de KNVB beker. te winnen. Deze prijs wist ze hierna nog viermaal te winnen met de Amsterdammers en in de seizoenen seizoen 2017/18 en seizoen 2022/23 werd Verhoeve nogmaals kampioen met Ajax.
Na acht jaar voor Ajax te hebben gespeeld, stapte Verhoeve in september 2024 over naar competitiegenoot Telstar. Ze kwam tot acht optredens in de hoofdmacht van Telstar. Op 17 mei 2025 maakte haar club bekend dat Verhoeve na het seizoen 2024/25 zal vertrekken uit Velsen-Zuid.

## Statistieken
| Seizoen                           | Club            | Land            | Competitie         | Wedstrijden | Doelpunten |
| --------------------------------- | --------------- | --------------- | ------------------ | ----------- | ---------- |
| 2015/16                           | AFC Ajax        | Nederland       | Eredivisie         | 0           | 0          |
| 2016/17                           | AFC Ajax        | Nederland       | Eredivisie         | 11          | 1          |
| 2017/18                           | AFC Ajax        | Nederland       | Eredivisie         | 8           | 1          |
| 2018/19                           | AFC Ajax        | Nederland       | Eredivisie         | 19          | 2          |
| 2019/20                           | AFC Ajax        | Nederland       | Eredivisie         | 11          | 0          |
| 2020/21                           | AFC Ajax        | Nederland       | Vrouwen Eredivisie | 10          | 0          |
| 2021/22                           | AFC Ajax        | Nederland       | Vrouwen Eredivisie | 3           | –          |
| 2022/23                           | AFC Ajax        | Nederland       | Vrouwen Eredivisie | 8           | 1          |
| 2023/24                           | AFC Ajax        | Nederland       | Vrouwen Eredivisie | 10          | 0          |
| 2024/25                           | Telstar         | Nederland       | Vrouwen Eredivisie | 8           | 0          |
| Carrière totaal                   | Carrière totaal | Carrière totaal | Carrière totaal    | 88          | 5          |
| Bijgewerkt tot en met 18 mei 2025 |                 |                 |                    |             |            |

## Interlandcarrière
In 2016 kwam zij uit voor Nederland O19 op het EK in Slowakije. In 2024 besloot Verhoeve voor een interlandcarrière met Aruba te gaan, het land waar haar moeder vandaan kwam.

## Persoonlijk
Verhoeve heeft een master in de psychologie behaald aan de Universiteit van Amsterdam. In 2024 deed Verhoeve mee aan de kennisquiz De slimste mens.
1 Steen ·
2 Donker ·
3 Hermans ·
4 Takeshige ·
5 Ridder ·
6 Remijnse ·
7 Verhoeve ·
8 Gomez ·
9 Van Belen ·
10 Kira ·
11 Hassani ·
12 Van de Pol ·
13 Blomquist ·
14 Nottet ·
15 Daalman ·
16 Rispens ·
17 Lagcher ·
18 Vader ·
19 Vis ·
20 Tiebie ·
21 Berrevoets ·
22 Van den Heuvel ·
23 Van der Vlist ·
24 Ursem ·
41 Schoorl ·
Coach: Engelkes